# Избрание алькальдов в Дагансо
«Избрание алкальдов в Дагансо» — интермедия испанского писателя Мигеля де Сервантеса, опубликованная в 1615 году в составе сборника «Восемь комедий и восемь интермедий, новых, ни разу не представленных на сцене». Сюжетная интрига в этой пьесе сведена к минимуму: речь идёт о соперничестве нескольких кандидатов на пост алькальда. Предположительно Сервантес показывал эволюцию основных драматургических элементов на примере восьми интермедий («Избрание алькальдов», третье в списке, принадлежало к числе наиболее примитивных наряду с «Судьёй по бракоразводным делам» и «Вдовым мошенником, именуемым Трампагос»).
На русский язык «Избрание алькальдов в Дагансо» перевёл, как и остальные интермедии из сборника, Александр Островский.